# ریک ال. دنهایزر
ریک ال. دنهایزر (انگلیسی: Rick L. Danheiser؛ زادهٔ ۱۲ اکتبر ۱۹۵۱) شیمیدان اهل ایالات متحده آمریکا است. عمده شهرت وی به دلیل کشف واکنش‌های حلقه‌جوشی دنهایزر و Danheiser benzannulation است.